# 帕爾杜河畔里巴斯

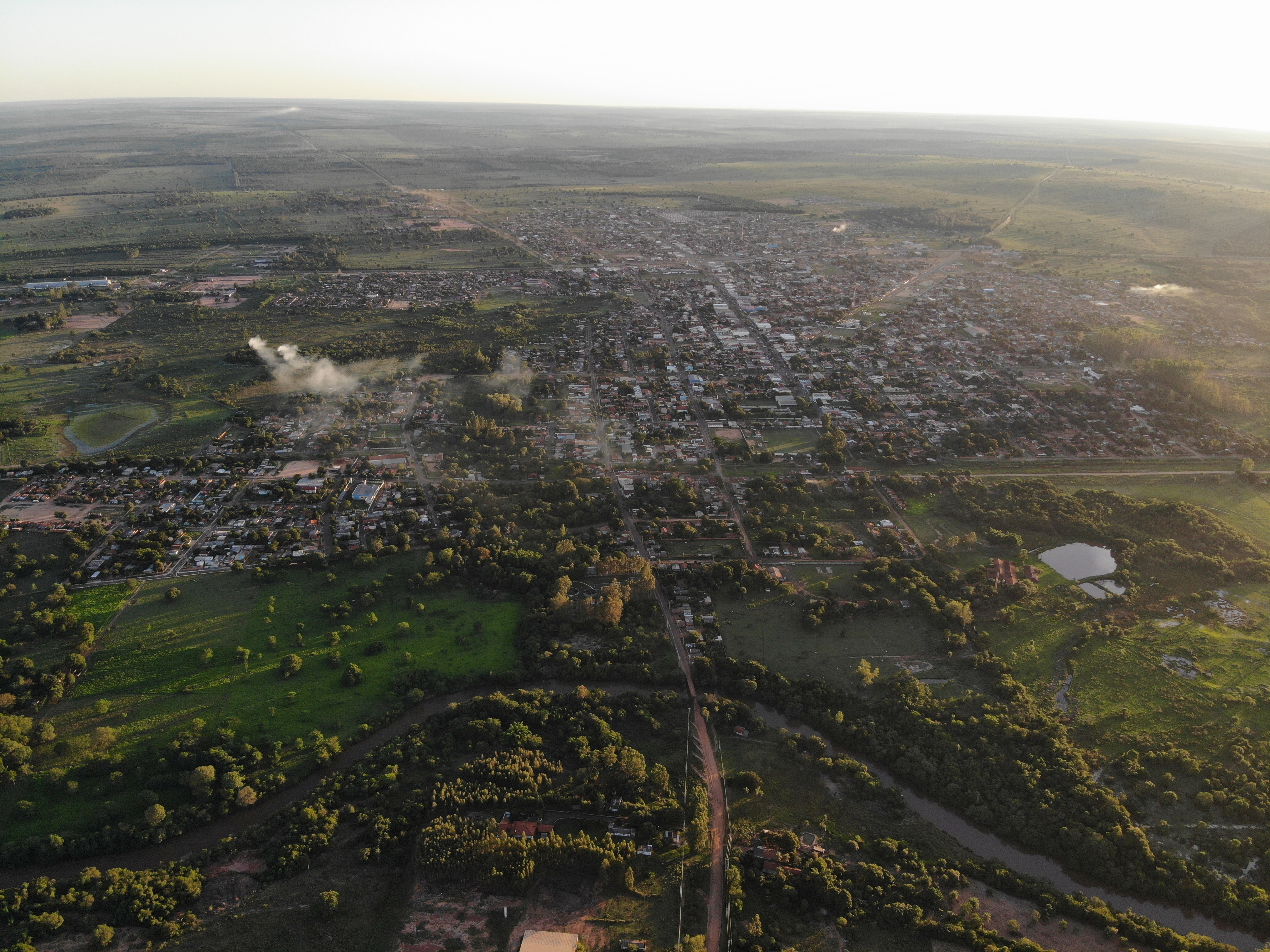
帕爾杜河畔里巴斯

20°26′34″S 53°45′32″W / 20.44278°S 53.75889°W
帕爾杜河畔里巴斯（葡萄牙語：Ribas do Rio Pardo），是巴西的城鎮，位於該國西部，由南馬托格羅索州負責管轄，始建於1944年3月19日，面積17,309平方公里，海拔高度369米，2011年人口21,270，人口密度每平方公里1.23人。